# Cañón M39

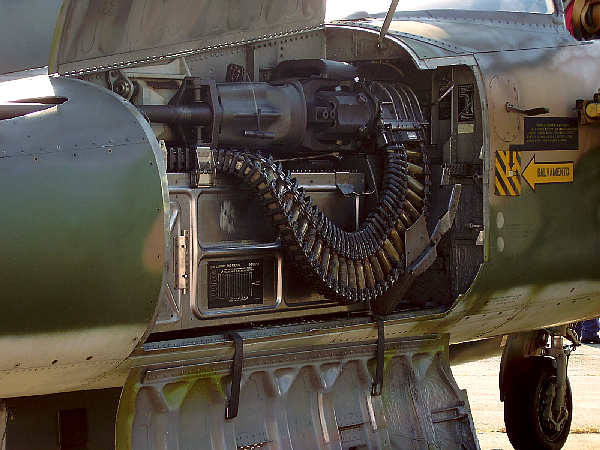
Cañón M39 en el morro de un F-5 brasileño.

El  M39 es un  cañón revólver de 20 mm, desarrollado por la Fuerza Aérea de los Estados Unidos a finales de la década de 1940. Fue utilizado en un número de aviones de combate desde principios de la década de 1950 hasta  la década de 1980.

## Desarrollo
El M39 fue desarrollado por el Arsenal de Springfield, basado en el diseño del Mauser MG 213 alemán de la Segunda Guerra Mundial, un cañón de 20 mm (y 30 mm) desarrollado para la Luftwaffe, pero que no llegó a ser empleado en combate. El diseño fue obra de Ott-Helmmuth von Lossnitter, Director técnico de Mauser-werke desde 1933 hasta el final de la guerra, tras la cual trabajó para el gobierno estadounidense. También inspiró el diseño del cañón ADEN británico y el cañón DEFA francés, pero los estadounidenses eligieron un proyectil de 20 mm para aumentar la velocidad de disparo del arma y su velocidad de salida a expensas de un mayor poder de impacto. El cartucho 20 x 102 fue posteriormente elegido por Francia para su Cañón M621.
Inicialmente designado como T-160, el nuevo cañón fue instalado para pruebas de combate en una serie de aviones F-86 Sabre en el marco del programa "GunVal" a finales de 1952 y utilizado en acción en Corea a principios de 1953. Posteriormente fue adoptado como armamento estándar del cazabombardero F-86H, F-100 Super Sabre, F-101A y F Voodoo-101C y del F-5 Freedom Fighter. Los modelos actuales del F-5 Tiger II siguen utilizando la versión M39A2 de esta arma. El M39A2 fue introducido en 1964.
El M39 ha sido reconfigurado recientemente por Taiwán para su empleo en los sistemas XTR-101 y XTR-102.[cita requerida]

## Especificaciones de su munición
- Peso de la bala: 101 g
- Tipos

M56A3:De alto poder explosivo incendiaria, con una carga explosiva de 10,7 g de RDX y una carga incendiaria de 1,3 g
M242De alto poder explosivo incendiaria trazadora
M53Antiblindaje incendiaria, su punta tiene una probabilidad del 50% de penetrar 6,3 mm de BHL a una distancia de 1000 m y un ángulo de impacto de 0°.
M775Antiblindaje incendiaria trazadora
M55A2De entrenamiento
M220De entrenamiento trazadora